# 布勞湖 (林訥)
52°24′48″N 7°24′52″E / 52.41333°N 7.41444°E
布勞湖（德語：Blauer See），是德國的湖泊，位於該國西北部，由下薩克森州負責管轄，處於林訥，該湖泊長0.2公里，面積0.05平方公里，海拔高度35米，最大水深12米。